# Elisabeth Glantzberg
Elisabeth Margareta Glantzberg (1873–1951) là một nghệ nhân dệt may, giáo viên và nhà thiết kế thời trang người Thụy Điển. Sau vài năm dạy dệt và quảng cáo hàng dệt của Thụy Điển ở Boston, Massachusetts, bà trở lại Thụy Điển vào năm 1909. Cùng với Emy Fick, bà thành lập trường Birgittaskolan ở Stockholm . Ngoài việc cung cấp các khóa học về dệt may, trường Birgitta còn là xưởng dệt hàng đầu sản xuất các loại hàng dệt may. Bà tiếp tục thiết kế quần áo  ở đó cho đến giữa những năm 1930, dựa trên xu hướng thời trang cao cấp và trang phục hàng ngày của Paris.

## Tiểu sử
Elisabeth Glantzberg sinh ngày 20 tháng 10 năm 1873 tại Dalarna, miền Trung Thụy Điển. Bà là con gái của một giáo sĩ tên Christian Magnus Glantzberg và Hilda Dorotea Glantzberg, nhũ danh Arborelius. Bà có ba chị gái và một anh trai.
Mặc dù không được đào tạo bài bản, Glantzberg và các chị gái của cô đã tự tay may vá và sản xuất đồ dệt may tại nhà, giống như bao đứa trẻ khác thời bấy giờ. Khoảng năm 1900, cô và chị gái Ellen chuyển đến Boston, nơi anh trai Ernst của cô di cư đến vào năm 1891. Hai chị em đã thành lập một doanh nghiệp có tên The Misses Glantzberg, vừa là một trường dệt may vừa là một doanh nghiệp bán lẻ trưng bày đồ thủ công và đồ đạc trong nhà của Thụy Điển. Từ năm 1903, với tư cách là thành viên tích cực của Hiệp hội Nghệ thuật và Thủ công Boston, bà đã nhiều lần tổ chức trưng bày các tác phẩm của mình .

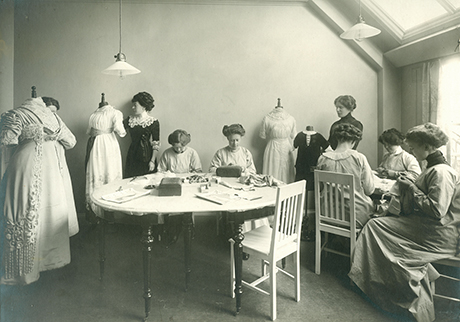
Brittaskolan (1910)

Bà trở lại Thụy Điển vào năm 1909. Làm việc ở cửa hàng bách hóa Nordiska Kompaniet ở Stockholm, bà gặp Emy Fick. Năm 1910, họ cùng nhau thành lập Birgittaskolan ở trung tâm Stockholm. Trung tâm là nơi cung cấp các khóa học về may, thêu và ren. Ngoài ra, đây cũng là nơi săn xuất các đơn đặt hàng đồ lót, hàng dệt trang trí và thảm.
Tuy nhiên, Glantzberg mong muốn đào tạo phụ nữ học dệt may để họ có thể làm việc chuyên nghiệp, còn Fick lại muốn đào tạo những phụ nữ muốn sản xuất hàng dệt tại nhà. Do khác biệt trong đường lối đào tạo, họ ngừng hợp tác và chia doanh nghiệp thành hai công ty riêng biệt. Glantzberg giữ lịa tên Birgittaskolan trong khi Fick đặt tên công ty của mình là Sankta Birgittaskolan hoặc trường Saint Birgitta. Năm 1917, Glantzberg chuyển sang lĩnh vực thời trang. Bà tuyển dụng hai nhà thiết kế theo xu hướng Paris để tạo ra những bộ sưu tập táo bạo đáng chú ý.
Công việc kinh doanh của Glantzberg phát triển mạnh cho đến giữa những năm 1930. Sau đó bà trở về quê hương Dalarna, nơi bà điều hành một trường dạy dệt. Bà qua đời tại Älvdalen vào ngày 10 tháng 12 năm 1951.